# 김신 (군인)
김신(金信, 1922년 9월 21일 ~ 2016년 5월 19일)은 대한민국의 군인 출신 정치인이다. 제9대 국회의원을 지냈으며 제21대 교통부 장관이었다. 본관은 안동이다.

## 이력
1962년 대한민국 공군 중장 예편 이후 중화민국 주재 대한민국 대사와 제21대 대한민국 교통부 장관을 거쳐 제9대 유신정우회 국회의원 등을 역임하였다.
한국 전쟁 당시 대한민국 공군으로 참전하기도 한 그는 백범 김구와 최준례의 둘째 아들이며 기업인 김진, 외교관 김양의 아버지이다.
아호(雅號)는 서언(瑞言)이며 본관은 안동(安東)이고 중화민국 장쑤성 상하이에서 출생하였으며 지난날 한때 일제 강점기 조선 황해도 안악에서 잠시 유아기를 보낸 적이 있는 그는 황해도 평산에서 자라다가 1934년 다시 중화민국 안후이 성 허페이로 건너갔다.

## 생애

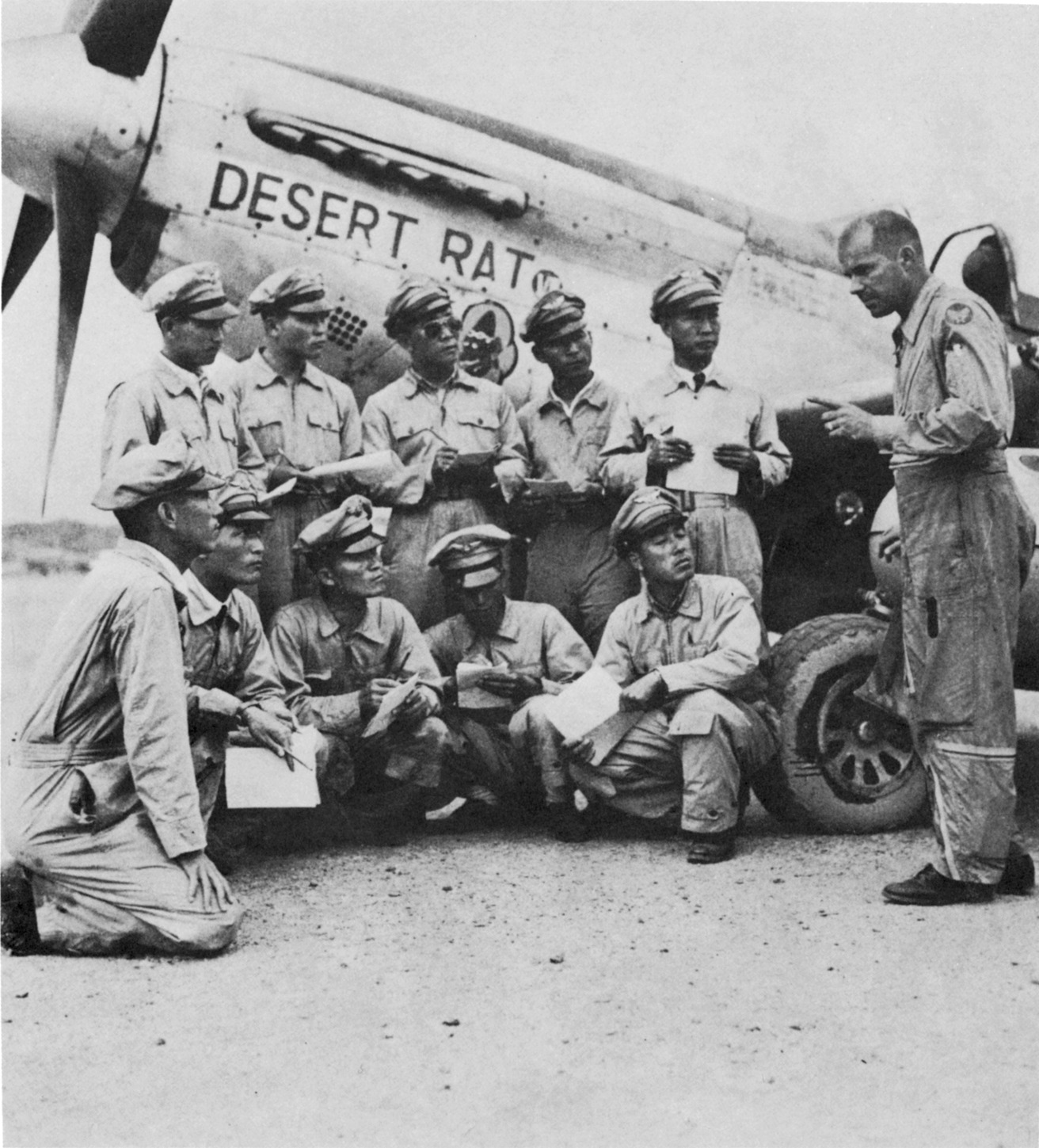
일본 이다즈께 기지에서 비행교육을 받고 있는 F-51 인수조종사 10명앞줄 왼쪽부터 김영환 중령, 김성룡 중위, 강호륜 대위, 박희동 대위, 장성환 중령, 뒷줄 왼쪽부터 정영진 중위, 이상수 중위, 김신 중령, 장동출 중위, 이근석 대령.

- 1922년 9월 21일 중화민국 장쑤성 상하이에서 출생
- 모친 최준례가 중화민국 장쑤 성 상하이 공립 병원에서 폐렴으로 사망 후, 돌봐줄 사람이 없자 조모 곽낙원을 따라 귀국하여 황해도 평산에서 성장.
- 1934년 조모 곽낙원(郭樂園)을 따라 중국으로 망명.
- 안후이성 둔계중학 입학
- 쓰촨성 충칭 청목관 중앙대학부속 고급중학교 졸업
- 윈난성 쿤밍 국립서남연합대학 철학과 수학
- 임시정부의 비밀연락과 임정요인들 간의 주요 연락 및 정보수집 임무를 맡아서 수행하였다.
- 대한민국 임시정부 내무부 민정과원
- 중화민국 공군군관학교 입학
- 인도 라호르에서 훈련, 중화민국 공군군관학교 졸업,
- 미국 텍사스주 샌안토니오 랜돌프 공군비행학교에서 훈련
- 미국 랜돌프 공군비행학교 졸업, 동년 6월 중국 상해에서 제대
- 1944년 3월 한국독립당(韓國獨立黨)에 입당
- 윈난성(雲南省)과 영국령 인도 제국 펀자브 주 라호르에서 조종사 훈련을 받고 대일전에 참가
- 1945년 11월 3일 김구, 안미생 등과 함께 귀국
- 조선국방경비대에 입대, 육군 항공 참위
- 1947년 조선국방경비대 항공 소령
- 1948년 4월 ~ 5월 아버지 김구의 비서 선우진과 함께, 남북협상에 참여하는 김구를 수행하여 북조선 평양에 다녀오다.
- 1948년 10월 국군 창설에 참여
- 1949년 대한민국 국군 항공 중령
- 1949년 6월 옹진 전투 참가&아버지 김구 장례식 참여
- 1950년 5월 대한민국 육군참모학교 수료
- 1950년 6월 ~ 1952년 1월 한국 전쟁에 대한민국 공군 지휘관으로 참전
- 대한민국 공군본부 작전국장
- 1950년 7월 19일 공군본부 작전국장
- 1951년 8월 1일 제1전투비행단 제101기지전대장
- 1951년 11월 10일 제1전투비행단 부단장 겸 제10전투비행전대장
- 1952년 6월 16일 제1전투비행단 제15비행교육전대장
- 1952년 6월 23일 미국 유학하여 이후 미국 공군참모대학교에서 1년간 교육받음.
- 1953년 7월 1일 미국 공군참모대학교 SOC/FOC과정 졸업, 대한민국에 귀국.
- 1953년 7월 8일 공군본부 작전국장 대리
- 1953년 7월 15일 공군본부 작전국장
- 1953년 9월 10일 공군 제10전투비행단 단장
- 1956년 7월 대한민국 공군 소장 진급
- 1958년 6월 대한민국 공군 중장 진급
- 1959년 8월 국방연구원(국방대학원) 행정학 석사
- 1959년 공군참모차장
- 1960년 공군참모총장
- 1961년 5월 16일 5·16 군사 정변에 참여
- 1961년 5월 20일 군사혁명위원회가 구성되자 군사혁명위원회 최고위원으로 선출되었다. 그 해 7월 국가재건최고회의로 개편되자 최고회의 위원이 되었다.
- 1962년 공군 중장 예편.
- 1962년 10월 자유중화민국 타이완 주재 대한민국 대사.[2]
- 1970년 12월 26일 자유중화민국 타이완 주재 대한민국 대사 직위 퇴임.
- 공군 중장 예편, 주중화민국 대사로 부임
- 제21대 교통부 장관
- 국회 농수산 위원장
- 제9대 국회의원 (유신정우회)
- 독립기념관 초대 이사장
- 백범김구기념관 관장
- 백범김구선생기념사업협회 회장
- 2009년 1월 주한미국대사 스티븐스 면담[3][4]
- 2009년 공군 영화 빨간 마후라2편 제작에 자문[5]
- 2016년 5월 19일, 노환으로 별세. 향년 95세.

## 학력
- 중화민국 안후이성 허페이 둔구이(둔계) 중학교 수료
- 중화민국 쓰촨성 충칭 중앙대학교 부속중학교 졸업
- 중화민국 윈난 성 쿤밍 서남연합대학교 철학과 수학
- 중화민국 공군군관학교 졸업
- 대한민국 육군사관학교 특2기
- 미국 공군비행학교 졸업
- 미국 미주리 종합군사학원 졸업
- 대한민국 통위부 보병학교 졸업
- 대한민국 공군사관학교 특2기
- 대한민국 육군대학 졸업
- 미국 공군참모대학교 졸업
- 대한민국 국방대학원 행정학 석사

### 명예 박사 학위
- 중화민국 타이완 원화 대학교 명예 철학 박사

## 상훈
- 1951년 금성충무무공훈장
- 1952년 무성을지무공훈장
- 1952년 공비토벌기장
- 1952년 6.25종군기장
- 1952년 대통령수장
- 1953년 대통령수장, 금성을지무공훈장
- 1954년 무성을지무공훈장, UN종군기장, 미동성훈장
- 수교훈장 광화장
- 1990년 건국훈장 애족장
- 1956년 무성화랑무공훈장
- 1956년 무성충무무공훈장
- 1957년 미 동성훈장 재수상
- 1961년 비율빈 명예공로훈장
- 1962년 2등근무공로훈장
- 1962년 보국훈장 국선장

## 저서
- 2013년 《조국의 하늘을 날다》 ISBN 9788971995761

## 김신을 연기한 배우

### TV 드라마
- 유인촌 - 1981년 《제1공화국》 MBC 드라마

## 역대 선거 결과
| 실시년도 | 선거 | 대수 | 직책     | 선거구           | 정당       | 득표수 | 득표율      | 순위 | 당락 | 비고 |
| -------- | ---- | ---- | -------- | ---------------- | ---------- | ------ | ----------- | ---- | ---- | ---- |
| 1973년   | 총선 | 9대  | 국회의원 | 통일주체국민회의 | 유신정우회 |        | \| \| 0% \| | 지명 |      | 초선 |
|          | 0%   |      |          |                  |            |        |             |      |      |      |

## 같이 보기
- 김구
- 대한민국 공군
- 건설교통부
- 제4공화국